# Unió Esportiva Poblera
La Unió Esportiva Poblera, anomenat en castellà i oficialment Unión Deportiva Poblense, és el club de futbol més representatiu de la vila mallorquina de sa Pobla. El Club va ser fundat l'any 1935 i és conegut principalment pel seu primer equip masculí, que competeix a Tercera Federació, la quinta categoria estatal. El seu filial juga a Segona Regional Mallorca, la vuitena divisió espanyola. A més, disposa d'una dotzena d'equips de futbol base. Des del 1977, disputa els seus partits al Nou Camp de sa Pobla.
El Poblera ha participat en vuit edicions de la Segona divisió B, la màxima competició on ha arribat. La majoria de temporades, unes 53, el Club ha jugat a Tercera divisió, fos la tercera o quarta categoria del futbol espanyol. A més, el Poblera ha jugat a diversos categories regionals, sobre tot els primers anys de la seva existència.
El Poblera es coneix a Mallorca com un dels principals representants futbolístics de la Part Forana, no només pel seu estadi, que disposa d'un dels aforaments més grans de l'illa, sinó també per la seva trajectòria a categories estatals, només superat per equips palmesans, el CE Constància d'Inca i el CE Manacor.

## Història

### Evolució de nom
- Unión Sportiva Poblense (1935-1941)
- Unión Deportiva Poblense (1941-present)

### Història
La UD Poblense fou fundat el 1935 per don Jaume Bonnín Forteza. De la seva fundació ençà, la UD Poblense ha destacat pel fet de ser un dels equips punters dins el panorama futbolístic balear, solament superat pel RCD Mallorca, el CE Constància i l'Atlètic Balears, els únics equips mallorquins que han militat a Segona Divisió. Així mateix, el club pobler sempre ha estat molt productiu en la producció de bons futbolistes, i ho demostra el fet que el futbol pobler hagi donat nou jugadors que han militat a primera divisió del futbol estatal, un bon ramet de futbolistes que han jugat a segona i sis internacionals juvenils. També han estat destacats els entrenadors poblers, el màxim exponent dels quals ha estat Llorenç Serra Ferrer, tècnic d'equips com el RCD Mallorca, el Reial Betis i el FC Barcelona. L'època daurada del club foren les dècades dels anys 70 i 80, durant les quals l'equip milità a la tercera divisió i a segona B, categories que, aleshores, no disposaven d'un grup exclusiu per als equips balears, de manera que el Pobler competia amb equips d'arreu de l'estat.

### Absorció del CE Casa Miss-Jotul
L'estiu de l'any 2000, el club va arribar a un acord pel qual es produïa una fusió entre els dos equips de la vila, la UE Poblera i el CE Casa Miss-Jotul. Realment, el resultat fou més aviat una absorció, pel fet que el Casa Miss-Jotul era un club amb millors resultats esportius que no pas massa social, pel fet que no feia gaire que havia estat fundat.
En efecte, el CE Casa Miss-Jotul va ser fundat l'any 1982 com a iniciativa del bar Ca sa Miss (amb el patrocini de l'empresa Jøtul, d'aquí el nom complet) per jugar en el futbol d'empreses. Després de deu anys dins aquesta modalitat, començaren a competir federats de cara a la temporada 1992-93, partint de Tercera Regional, la darrera categoria del futbol regional mallorquí. En tres anys assoliren tres ascensos consecutius i, fins i tot, la temporada 1995-96 es proclamaren campions de Regional Preferent, per bé que el club va decidir de renunciar a la plaça de tercera per les dificultats que hauria comportat la nova categoria. Després de mantenir-se tres quatre anys més a Preferent, el club va decidir de cercar un acord de fusió amb el Pobler, el principal equip de la vila i del qual gairebé tots els membres del Casa Miss eren socis.
El Casa Miss es va dissoldre dins la UE Poblera, però els antics directius aconseguiren de conservar-ne el trofeu d'estiu, que encara ara se celebra, juntament amb el Trofeu de s'Agricultura. Així mateix, la segona equipació de la UE Poblera sovint és verda i blanca en record de l'equipació del Casa Miss.

## Símbols

### Escut

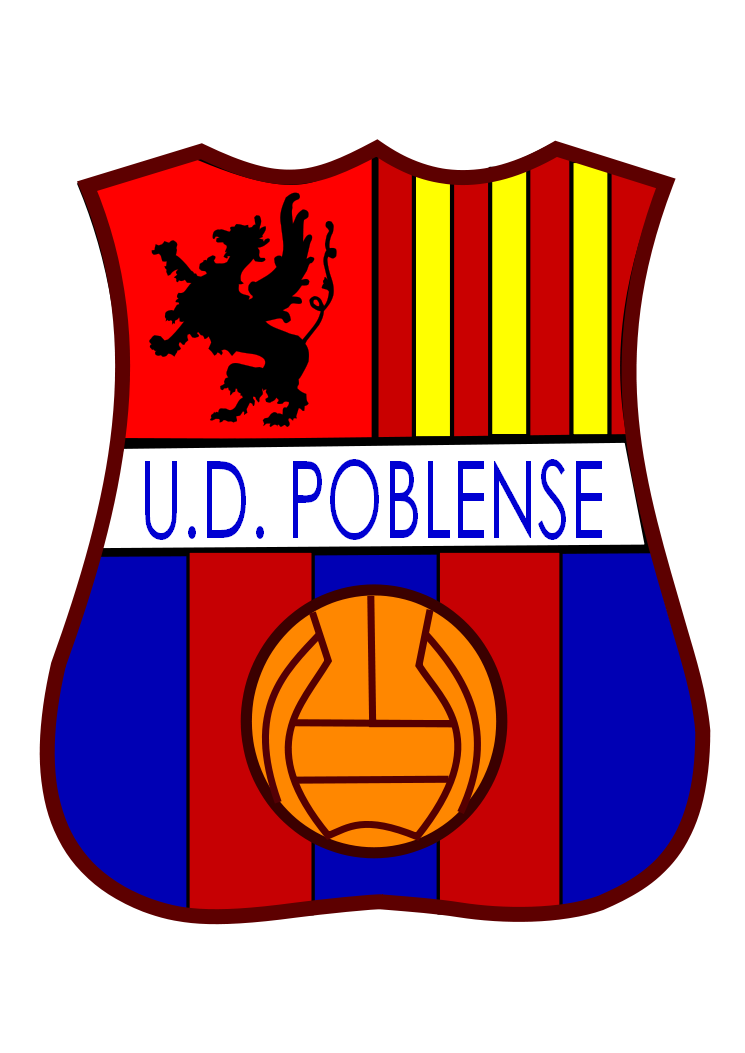
Antic escut del Poblera entre el 1987 i el 2011, basat en el del FC Barcelona.

L'escut actual del Poblera no ha canviat a grans trets de la seva fundació l'any 1935. Basant-se en l'escut del FC Barcelona, màxima font d'inspiració de la primera directiva poblera, es va dissenyar un escut que constava de quatre parts:
- la part superior esquerrana, que disposava d'un grif blanc sobre un fons vermell. Actualment, el grif és groc i el fons és verd. Aquesta imatge és una referència a l'escut oficial de la vila de sa Pobla.
- la part superior dretana, que consistia d'una senyera de quatre barres, símbol de Mallorca i les Illes Balears, tot i que també apareix a la bandera oficial de sa Pobla. Durant el franquisme, el Club ha hagut de canviar aquesta imatge al seu escut, idò va optar per treure dues barres grogues. Mai es va recuperar la senyera sencera.
- la part central, que és formada pel nom oficial del Club. Al llarg dels anys, els colors del nom i del fons han variat, fins que el 2011 es va adoptar un escut amb la lletra blanca i el fons blau marí.
- la part baixa, que sempre ha consistit d'un total de cinc barres amb els colors del club, blau marí i carmí, i una pilota, que representa l'esperit esportiu del Club.

### Colors
Els colors del Club sempre han sigut blau marí i carmí, basant-se en els colors del FC Barcelona. No obstant això, el disseny de la samarreta ha canviat al llarg dels anys, com també els colors dels cançons i mitjons, que actualment són blaus.
| 1935-1948 | 1948-1954 | 1954-1968 | 1968-2020 | 2020-present |

### Himne
L'himne oficial del Poblera és Batec Blaugrana i va ser compost l'any 2015, la música per Miquel Llinàs Forteza i la lletra per Joan Payeras Llull, historiador del Club. L'himne es va elaborar amb la participació del Consell Insular de Mallorca i l'Ajuntament de sa Pobla i sona abans i després de cada partit del Poblera al Nou Camp de sa Pobla. La lletra és la següent:
| Per a la glòria, per sa Pobla Són blaugrana es teus colors Llarga història que contempla Bressol de grans jugadors Per Balears, per Espanya Amb orgull és passejat El bon nom del nostre poble Amb gran esportivitat Poblense, Poblense, és s'equip de l'afició Poblense, Poblense, veus que està de campió Poblense, Poblense, un batec del cor pobler Poblense, Poblense, estimar-te és un plaer | Dins els solcs de les marjals De sa Pobla, terra oberta Però estarà gent futbolera Per geners i menestrals Junts baix la teva bandera Sempre te recolzarem Amb gran ball i entusiasme Així per tu acabarem Poblense, Poblense, sempre seràs el millor Poblense, Poblense, serà el crim de l'afició Poblense, Poblense, un batec del cor pobler Poblense, Poblense, estimar-te és un plaer |

## Instal·lacions

### Nou Camp de sa Pobla
El Poblera juga els seus partits al Nou Camp de sa Pobla, inaugurat el 29 de gener de 1977 amb un partit contra l'Ontinyent CF (0-0). Té un aforament per uns 8.000 espectadors asseguts, és de gespa natural i té unes dimensions de 106x76m. El Nou Camp de sa Pobla és un dels camps més grans de Mallorca.

### Camp de sa Fortalesa
El primer camp del Poblera va ser el Camp de sa Fortalesa, inaugurat oficiosament l'octubre de 1923 amb un partit entre el Ràpid SC i el Joventut Sallista d'Inca. Estava ubicat a l'inici de la carretera de Pollença, a la fi dels carrers Fadrins i Rosari a sa Pobla. Abans de fundar-se el Poblera l'any 1935, el Ràpid era l'equip local del Camp de sa Fortalesa fins a la seva desaparició. Uns anys després que el Poblera es mudàs al Nou Camp de sa Pobla, els terrenys on es trobava el camp van ser urbanitzades, tot i que una pedra commemorativa, col·locada durant les celebracions del 75è aniversari del Club, al mateix lloc encara recorda al camp.

## Primer equip

### Plantilla 2024-25
Plantilla del primer equip masculí.
| N. | Pos. | Nac. | Jugador        |
| -- | ---- | --- | -------------- |
| 1  | POR  | [[Fitxer:Flag of the Balearic Islands.svg\|23x15px\|border \|alt=Illes Balears\|link=Selecció de futbol de les Illes Balears\|{{#if:\|]] | Vicenç Sabater |
| 2  | DEF  | [[Fitxer:Flag of the Balearic Islands.svg\|23x15px\|border \|alt=Illes Balears\|link=Selecció de futbol de les Illes Balears\|{{#if:\|]] | Juan Cifré     |
| 3  | DEF  | [[Fitxer:Flag of the Balearic Islands.svg\|23x15px\|border \|alt=Illes Balears\|link=Selecció de futbol de les Illes Balears\|{{#if:\|]] | Pep Payeras    |
| 4  | DEF  | [[Fitxer:Flag of the Balearic Islands.svg\|23x15px\|border \|alt=Illes Balears\|link=Selecció de futbol de les Illes Balears\|{{#if:\|]] | Andreu Lladó   |
| 5  | DEF  | [[Fitxer:Flag of the Balearic Islands.svg\|23x15px\|border \|alt=Illes Balears\|link=Selecció de futbol de les Illes Balears\|{{#if:\|]] | David Riera    |
| 6  | DEF  | [[Fitxer:Flag of the Balearic Islands.svg\|23x15px\|border \|alt=Illes Balears\|link=Selecció de futbol de les Illes Balears\|{{#if:\|]] | Joan Salvà     |
| 7  | MIG  | [[Fitxer:Flag of the Balearic Islands.svg\|23x15px\|border \|alt=Illes Balears\|link=Selecció de futbol de les Illes Balears\|{{#if:\|]] | Marco Alarcón  |
| 8  | MIG  | [[Fitxer:Flag of the Balearic Islands.svg\|23x15px\|border \|alt=Illes Balears\|link=Selecció de futbol de les Illes Balears\|{{#if:\|]] | Miguel Soler   |
| 9  | DAV  | [[Fitxer:Flag of the Balearic Islands.svg\|23x15px\|border \|alt=Illes Balears\|link=Selecció de futbol de les Illes Balears\|{{#if:\|]] | Miguel Llabrés |
| 10 | DAV  | [[Fitxer:Flag of the Balearic Islands.svg\|23x15px\|border \|alt=Illes Balears\|link=Selecció de futbol de les Illes Balears\|{{#if:\|]] | Miki Capella   |
| 11 | DAV  | [[Fitxer:Flag of the Balearic Islands.svg\|23x15px\|border \|alt=Illes Balears\|link=Selecció de futbol de les Illes Balears\|{{#if:\|]] | Aitor Pons     |
| 13 | POR  | [[Fitxer:Flag of the Balearic Islands.svg\|23x15px\|border \|alt=Illes Balears\|link=Selecció de futbol de les Illes Balears\|{{#if:\|]] | Felquín Adrián |

| N. | Pos. | Nac. | Jugador            |
| -- | ---- | --- | ------------------ |
| 14 | MIG  | [[Fitxer:Flag of the Balearic Islands.svg\|23x15px\|border \|alt=Illes Balears\|link=Selecció de futbol de les Illes Balears\|{{#if:\|]] | Dani Rigo          |
| 15 | DEF  | [[Fitxer:Flag of the Balearic Islands.svg\|23x15px\|border \|alt=Illes Balears\|link=Selecció de futbol de les Illes Balears\|{{#if:\|]] | Pep Vidal          |
| 16 | MIG  | [[Fitxer:Flag of the Balearic Islands.svg\|23x15px\|border \|alt=Illes Balears\|link=Selecció de futbol de les Illes Balears\|{{#if:\|]] | Martí Payeras      |
| 17 | DAV  | [[Fitxer:Flag of the Balearic Islands.svg\|23x15px\|border \|alt=Illes Balears\|link=Selecció de futbol de les Illes Balears\|{{#if:\|]] | Joan Prohens       |
| 18 | MIG  | [[Fitxer:Flag of the Balearic Islands.svg\|23x15px\|border \|alt=Illes Balears\|link=Selecció de futbol de les Illes Balears\|{{#if:\|]] | Gori López         |
| 19 | DAV  | [[Fitxer:Flag of the Balearic Islands.svg\|23x15px\|border \|alt=Illes Balears\|link=Selecció de futbol de les Illes Balears\|{{#if:\|]] | Alberto Fernández  |
| 20 | DEF  | [[Fitxer:Flag of the Balearic Islands.svg\|23x15px\|border \|alt=Illes Balears\|link=Selecció de futbol de les Illes Balears\|{{#if:\|]] | Juan Antonio Suasi |
| 21 | MIG  | [[Fitxer:Flag of the Balearic Islands.svg\|23x15px\|border \|alt=Illes Balears\|link=Selecció de futbol de les Illes Balears\|{{#if:\|]] | Dieguito           |
| 22 | DAV  | [[Fitxer:Flag of the Balearic Islands.svg\|23x15px\|border \|alt=Illes Balears\|link=Selecció de futbol de les Illes Balears\|{{#if:\|]] | Gerard González    |
| 27 | MIG  | [[Fitxer:Flag of Morocco.svg\|23x15px\|border \|alt=Marroc\|link=Selecció de futbol del Marroc\|{{#if:\|]]                               | Ayoub El Mkadmi    |
| -  | DEF  | [[Fitxer:Flag of the Balearic Islands.svg\|23x15px\|border \|alt=Illes Balears\|link=Selecció de futbol de les Illes Balears\|{{#if:\|]] | Toni Frau          |

## Dades del club

### Temporades
- Temporades a Segona divisió B (8): 1982-83 a 1988-89 i 2020-21
- Temporades a Tercera divisió (53): 1954-55 a 1957-58, 1959-60 a 1961-62, 1964-65 a 1968-69, 1970-71 a 1972-73, 1974-75, 1976-77 a 1981-82, 1989-90 a 2019-20
- Temporades a Tercera Federació (4): 2021-22 a 2024-25
- Temporades a Regional Preferent (2): 1973-74 i 1975-76
- Temporades a Primera Regional (16): 1942-43 a 1953-54, 1958-59, 1962-63 a 1963-64 i 1969-70
- Temporades a Segona Regional (3): 1939-40 a 1941-42

### Classificacions a la Lliga espanyola
El Poblera ha militat un total de 65 temporades a categories estatals: vuit a Segona divisió B, 53 a Tercera Divisió, quatre a Tercera Federació, a més d'un total de 21 temporades a categories regionals sota diverses denominacions.
| - 1939-40: 2a Regional (3r) - 1940-41: 2a Regional (3r) - 1941-42: 2a Regional (1r) - 1942-43: 1a Regional (3r) - 1943-44: 1a Regional (2n) - 1944-45: 1a Regional (3r) - 1945-46: 1a Regional (3r) - 1946-47: 1a Regional (3r) - 1947-48: 1a Regional (1r) - 1948-49: 1a Regional (2n) - 1949-50: 1a Regional (1r) - 1950-51: 1a Regional (1r) - 1951-52: 1a Regional (5è) - 1952-53: 1a Regional (11è) - 1953-54: 1a Regional (1r) - 1954-55: 3a Divisió (4t) - 1955-56: 3a Divisió (3r) - 1956-57: 3a Divisió (9è) - 1957-58: 3a Divisió (16è) - 1958-59: 1a Regional (1r) - 1959-60: 3a Divisió (7è) - 1960-61: 3a Divisió (8è) - 1961-62: 3a Divisió (9è) | - 1962-63: 1a Regional (2n) - 1963-64: 1a Regional (2n) - 1964-65: 3a Divisió (8è) - 1965-66: 3a Divisió (10è) - 1966-67: 3a Divisió (12è) - 1967-68: 3a Divisió (6è) - 1968-69: 3a Divisió (19è) - 1969-70: 1a Regional (1r) - 1970-71: 3a Divisió (10è) - 1971-72: 3a Divisió (3r) - 1972-73: 3a Divisió (16è) - 1973-74: Reg. Preferent (1r) - 1974-75: 3a Divisió (19è) - 1975-76: Reg. Preferent (2n) - 1976-77: 3a Divisió (13è) - 1977-78: 3a Divisió (13è) - 1978-79: 3a Divisió (7è) - 1979-80: 3a Divisió (2n) - 1980-81: 3a Divisió (1r) - 1981-82: 3a Divisió (1r) - 1982-83: 2a Divisió B (15è) - 1983-84: 2a Divisió B (12è) - 1984-85: 2a Divisió B (14è) | - 1985-86: 2a Divisió B (6è) - 1986-87: 2a Divisió B (22è) (a) - 1987-88: 2a Divisió B (15è) - 1988-89: 2a Divisió B (18è) - 1989-90: 3a Divisió (14è) - 1990-91: 3a Divisió (7è) - 1991-92: 3a Divisió (17è) - 1992-93: 3a Divisió (5è) - 1993-94: 3a Divisió (9è) - 1994-95: 3a Divisió (4t) - 1995-96: 3a Divisió (4t) - 1996-97: 3a Divisió (5è) - 1997-98: 3a Divisió (8è) - 1998-99: 3a Divisió (2n) - 1999-00: 3a Divisió (9è) - 2000-01: 3a Divisió (11è) - 2001-02: 3a Divisió (8è) - 2002-03: 3a Divisió (4t) - 2003-04: 3a Divisió (3r) - 2004-05: 3a Divisió (8è) - 2005-06: 3a Divisió (16è) - 2006-07: 3a Divisió (3r) - 2007-08: 3a Divisió (12è) | - 2008-09: 3a Divisió (7è) - 2009-10: 3a Divisió (15è) - 2010-11: 3a Divisió (2n) - 2011-12: 3a Divisió (9è) - 2012-13: 3a Divisió (2n) - 2013-14: 3a Divisió (6è) - 2014-15: 3a Divisió (6è) - 2015-16: 3a Divisió (5è) - 2016-17: 3a Divisió (2n) - 2017-18: 3a Divisió (2n) - 2018-19: 3a Divisió (3r) - 2019-20: 3a Divisió (1r) - 2020-21: 2a Divisió B (15è) - 2021-22: 3a Federació (3r) - 2022-23: 3a Federació (4t) - 2023-24: 3a Federació (3r) - 2024-25: 3a Federació |

 - Campionat de Lliga 

 - Ascens 

 - Descens
(a) Acabada la temporada 1986-87, el Poblera es va salvar del descens pel fet que es va decidir ampliar la categoria, que va passar d'estar conformada per un sol grup a estar-ho per quatre grups.

## Palmarès

### Tornejos estatals
- Tercera divisió (3): 1980-81, 1981-82, 2019-20

### Tornejos regionals
- Copa Federació (fase autonòmica) (4): 1998-99, 2004-05, 2016-17, 2019-20
- Regional Preferent (1): 1973-74
- Primera Regional (6): 1947-48, 1949-50, 1950-51, 1953-54, 1958-59, 1969-70
- Segona Regional (1): 1941-42

## Presidents
Al llarg de la seva història, el Poblera ha tingut 39 presidents.
| - Jaume Pinya Bonnin (1935-36) - Pau Canyellas Comas (1936-38) - Andreu Marc "Pometa" (1938-39) - Julià Mir Mascó (1939-41) - Miquel Alorda "Mariano" (1941-47) - Francesc Alomar Poquet (1947-50) - Emilio Asius Monte (1950-56) - Jaume Gelabert Martorell (1956-57) - Julià Mir Mir (1957-60) - Marc Rosselló Vilanova "Inquero" (1960-63) | - Damià Capó Beltran "Ramis" (1963-?) - Gabriel Gost Vilanova (?-?) - Miquel Pasqual "Bea" (?-?) - Gabriel Font Vallespir "Miqueló" (?-?) - Joan Pasqual Serra "Bea" (?-1970) - Cristofol Alorda Rios (1970-71) - Josep Alorda Rios (1971-76) - Gabriel Soler Planas "Metge" (1976-77) - Sebastià Mir Bennàssar "Metge" (1977-78) - Josep Alorda Rios (1978-88) | - Jaume Fiol Terrassa (1988-89) - Francesc Serra Cladera (1989-98) - José Luis Vicente Miranda (1998-2000) - Francesc Mir Tugores (2000-08) - Miguel Bennassar Mojer "Molondro" (2008-present) |

## Trofeus amistosos

### Trofeu de s'Agricultura
El Trofeu de s'Agricultura és un torneig de futbol estiuenc organitzat anualment a sa Pobla pel Poblera i és dels tornejos amistosos de més renom a Mallorca. Va ser organitzat pel primer cop l'any 1973 i coincidia amb les Festes de Sant Jaume fins a l'any 1982. El torneig va ser dels primers a l'illa que va adoptar el format triangular, en el qual s'enfronten tres equips entre ells de manera que cadascun juga dos partits a mode de lligueta. Al segle XXI, es va adoptar el format amb un sol partit. El màxim campió és el RCD Mallorca.

### Trofeu Casa Miss Jøtul
El Trofeu Casa Miss Jøtul és un torneig de futbol estiuenc organitzat anualment a sa Pobla pel Poblera i és una de les úniques propietats del CE Casa Miss Jøtul que no han desaparegut després de l'absorció per part del Poblera l'any 2000. El torneig sol consistir d'un sol partit entre el primer equip masculí del Poblera i un altre equip mallorquí.

## Jugadors destacats
- Sebastià Franch
- Pere Gost Sastre
- Llorenç Serra Ferrer
- Damià Amer Munar
- Iván Ramis Barrios
- Miquel Buades i Crespí
- Miquel Bennàssar Molondro
- Joan Jordán
- Xavier Díaz i Pons
- Martí Crespí Pascual